# 비련의 섬
"비련의 섬"은 한국에서 제작된 정창화 감독의 1958년 영화이다. 최명수 등이 주연으로 출연하였고 함훈식 등이 제작에 참여하였다.

## 출연

### 주연
- 최명수
- 김삼화
- 김석훈
- 석양등

## 기타
- 조명: 함완섭
- 녹음: 이경순
- 미술: 임명선